# Achurik
Achurik – wieś w Armenii, w prowincji Szirak. W 2011 roku liczyła 1243 mieszkańców.